# Soul Meets Body
"Soul Meets Body" es una canción grabada por la banda de rock estadounidense Death Cab for Cutie para su quinto álbum de estudio Plans (2005). Fue lanzado como el sencillo principal de Plans el 16 de julio de 2005 a través de Atlantic Records. Death Cab for Cutie surgió del noroeste del Pacífico en los primeros años y ganó seguidores con su lirismo confesional y su sencillo sonido de rock independiente. "Soul Meets Body" fue su primer sencillo para Atlantic, el sello principal con el que firmaron en 2004. La canción es temáticamente existencial, examinando la intersección del alma y el cuerpo a través de una metáfora de relación.
El cantautor Ben Gibbard escribió la canción, mientras que el guitarrista Chris Walla produjo la pista. El video musical de la canción muestra a Gibbard deambulando por un bosque misterioso donde las notas musicales se elevan desde las plantas. "Soul Meets Body" se convirtió en el primer sencillo de éxito de la banda; alcanzó el número uno en la lista 'Airplay alternativo para adultos' de Billboard y entre los cinco primeros de Hot Modern Rock Tracks. Fue el primero en pasar al Hot 100 de todos los géneros, donde alcanzó el puesto 60. La canción ha sido certificada platino por la Recording Industry Association of America por envíos de más de 1,000,000 de copias.

## Antecedentes
La canción fue grabada en Long View Farm, una granja en North Brookfield, Massachusetts. «Top 20 Major Label Debuts by Indie Bands That Made the Leap». Consequence. 9 de junio de 2015. Consultado el 29 de junio de 2022. La canción comienza con el sonido de una guitarra acústica uptempo,  que conduce a un coro donde Gibbard exclama: "Eres la única canción que quiero escuchar / Una melodía que se eleva suavemente a través de mi atmósfera". Gibbard escribió la canción para su novia en ese momento. A lo largo de la letra de la canción, Gibbard toca temas trascendentales: en el gancho de la canción, suplica que "si el silencio te lleva, entonces espero que me lleve a mí también". Walla resumió el mensaje de la canción: "Es una declaración de deseo sobre las circunstancias. Significa, 'Aquí es donde estoy y esto es lo que quiero ser y cómo puedo unir esas dos cosas'. Creo que es una hermosa articulación del amor, las amistades y las relaciones y todo lo que haces a lo largo del día".
Gibbard recordó haber trabajado en la canción y el sencillo de seguimiento "Crooked Teeth": "Pasamos todo este tiempo tratando de que "Soul Meets Body" y "Crooked Teeth" fueran perfectos para asegurarnos de que estábamos dando lo mejor de nosotros", dijo.

## Video musical
El video musical de la canción fue dirigido por Jon Watts. En el clip, el líder Gibbard camina por un bosque mágico mientras el follaje se transforma en notas musicales. Gibbard eligió a Watts, un extraño relativo, para dirigir el clip, ya que agradeció que su narrativa no fuera simplemente una lectura literal de la prosa de la canción: "Es difícil elegir videos, porque cuando escribo letras trato de hacerlas lo más descriptivas posible, y me resulta difícil encontrar un tratamiento que no sea simplemente imitar lo que sucede en la canción [. . . ] Además, este era un poco raro", dijo. Fue filmada el 3 de agosto de 2005 en una casa estilo rancho ubicada en Topanga Canyon en Los Ángeles. Los escritores de Entertainment Weekly describieron el clip como "extraño y encantador". Más tarde, la banda publicó un segundo video de la canción dirigida por Cat Solen como parte de su álbum de videos Directions: The Plans (2006).

## Lanzamiento y rendimiento gráfico
"Soul Meets Body" fue el sencillo principal de Plans, aunque la banda debatió sobre con qué sencillo empezar, entre este y el segundo sencillo " Crooked Teeth". Al final, el grupo eligió el primero debido a su "construcción más lenta y [falta de] un coro tradicional compatible con la radio", para no superar los logros.  La canción se filtró en línea antes de su lanzamiento oficial, lo que llevó a Walla a responder: "Me encanta. Cuanta más anarquía podamos darle a la industria discográfica, mejor". La canción debutó el 16 de julio de 2005, disponible en la página de MySpace de la banda hasta el 22 de julio. Era una canción popular en el sitio, obteniendo 400.000 reproducciones en dos meses. A partir de ahí, estuvo disponible para escuchar en el sitio oficial de la banda, y el sello lo entregó a la radio el 13 de septiembre. "Soul Meets Body" se convirtió en uno de los sencillos más grandes de la banda en la radio, y su popularidad aumentó significativamente las ventas de su álbum principal. Colin Stutz del Hollywood Reporter lo calificó como un "gran éxito de radio". Se convirtió en la primera canción del grupo en figurar en el Hot 100 de todos los géneros, donde alcanzó el puesto 60 y pasó dieciocho semanas.
Se convirtió en su primer sencillo número uno en cualquier lista cuando lideró 'Airplay alternativo para adultos' de Billboard durante diez semanas; subió a la cima después de ocho semanas en el ranking.  Alcanzó el puesto número cinco en el ranking Modern Rank, y se quedó durante 26 semanas. Para la banda, el nuevo éxito en la radio fue un shock: "Tenía la idea de que se reproduciría en las dos estaciones que ya nos han transmitido. Estoy realmente sorprendido por lo popular que es", dijo Gibbard a Billboard. 

## Recepción de la crítica
"Soul Meets Body" recibió críticas en su mayoría positivas. Rob Sheffield de Rolling Stone consideró un punto culminante en Plans, complementando su "Jangle al estilo REM, acelerado hasta el tempo electro-disco". Joe Tangari, en su reseña de Pitchfork, sugirió que era uno de los mejores "experimentos" de Plans, llamándolo "una pista pop elegante". James Rettig de Stereogum interpretó la letra de la canción como más sombría que romántica, y señaló que "Gibbard describe la unión del cuerpo y la mente, pero deja en claro que solo hay vacío entre los dos". Nick Sylvester de The Village Voice criticó la toma de riesgos de la banda, pero sin embargo sintió que el sencillo fue "producido por expertos y escrito de manera sucinta". Marc Vera en Entertainment Weekly lo llamó una "joya indie-pop". Rodrigo Pérez en MTV lo interpretó como "lidiar con preguntas existenciales y reconciliar necesidades personales".
Caitlin Petrakovitz de The Daily Aztec la describió como "inquietante y lenta", mientras que Elisa Bray de The Independent dijo que la canción es "una de sus mejores melodías" y dijo que la letra era "una melodía que se eleva suavemente a través de mi atmósfera", resume el efecto de la canción en su oyente. Tom Woods de MusicOMH, dijo que características como "el rasgueo de la guitarra acústica tintineante y un ritmo maravillosamente optimista que acompaña a las letras de pérdida y asombro" le dieron a la canción un parecido "distinto" con la canción de REM, "Losing My Religion". Virgin Media, sin embargo, dijo que la canción era "ligeramente indie académica con un toque de Idlewild y Snow Patrol al respecto". El escritor de Drowned in Sound, Mike Diver, declaró que "Soul Meets Body" tiene "letras tiernas y enamoradas con las que cualquier persona mayor de diez años puede identificarse, junto con el tipo de indie-pop reluciente que miles de imitadores no han logrado dominar por completo [. . . ] Le dice todo al oyente y mucho de nada en absoluto, su percepción depende completamente del tipo de oído que se inclina hacia él". Diver terminó la reseña describiendo la canción como "proveniente de una vena central que produce poco más de valor", un elemento que "deja un regusto amargo que perdura mucho después de que se asienta el sonido del silencio". 

## Otras versiones
Más tarde, Gibbard reinventó la canción, con la ayuda de Brett Nelson de Built to Spill, en una iteración con infusión electrónica para The Electronic Anthology Project (2013). En 2019, la canción fue versionada por la banda de Nueva Zelanda, The Beths .

## Gráficos

### Gráficos de fin de año
| Gráfico (2006)                                       | Posición |
| ---------------------------------------------------- | -------- |
| Canciones alternativas estadounidenses ( Billboard ) | 39       |

## Certificaciones
| País | Certificación | Ventas     |
| --- | ------------- | ---------- |
| Canadá (Music Canada) | Oro           | 5000       |
| Estados Unidos | Platino       | 1 000 000^ |
| *las cifras de ventas sobre la base de la certificación por sí sola ^cifras de envíos sobre la base de la certificación por sí sola xcifras no especificadas sobre base de la certificación por sí sola |               |            |